# 青山りょうの優しく拭いて
青山りょうの優しく拭いて（あおやまりょうのやさしくふいて）は、2015年4月から2017年3月までパチンコ★パチスロTV!で放送されたパチンコ・パチスロ番組。初回放送は、隔週土曜日の21:00 - 22:00。

## 概要
『パチンコ必勝本CLIMAX』のライター・青山りょうがMCを務め、番組内容は収録時に決めるというパチンコ・パチスロ番組。

19回から“世界征服を目論むサタンの手下「デビル青山」が世界征服のために人類悪魔化計画を遂行する”という内容に変更。選ばれた人間（ゲスト）が魔界（将軍 田端店）に召喚されデビル青山とパチンコ・パチスロで対決（実戦時間は4時間）。ゲストが召喚された時は、気づかないうちに突然連れてこられたという小芝居をするのがお約束になっている。

青山が勝てば人間は悪魔にされ、人間が勝てば食事券をもらって人間界に帰され青山はサタンからのお仕置きとして水を浴びせられる。

## 出演者
- 青山りょう（タレント、パチンコライター）

## オープニング曲
- 『風になりたい（マリンVer.）』（マリンちゃん）

## コーナー
- あなたのことを拭きた〜いむ（#1 - #18）
  - ゲストとのトークコーナー
- 最後の晩餐 DEATH COOKING（「デビル青山」編）
  - 人間として最後になるかもしれない食事を青山が作り食べてもらうコーナー。メニューはゲストが希望するもので、全く料理をしない青山が助言を得ることなく材料や調味料などを選び調理する。
  - ちょびの希望で青山が料理をしたこと（#2）がコーナーのきっかけ。
- 悪魔の尋問 DEATH CONFESSION（「デビル青山」編）
  - ゲストを丸裸にするために質問とトークをするコーナー。答えに偽りがあれば悪魔の主食「タガメ」を食べさせられる。

## ゲスト・内容
| 回数      | ゲスト （初回放送日）                               | 内容 | 実戦結果                                           | 備考                                                                |
| --------- | --------------------------------------------------- | --- | -------------------------------------------------- | ------------------------------------------------------------------- |
| #1        | 嵐 （2015年4月11日）                                | お財布交換デスマッチ | 青山 +1,000円 嵐 -30,000円                         |                                                                     |
| #2        | ちょび （2015年4月25日）                            | ちょびの希望（バドミントン、GODを引く、青山の手料理（あんかけチャーハン）を食べる）を叶える                                     | 青山 -6,400円 ちょび -22,000円                     | GOD引けず 見学の麗奈も料理を食べることに                            |
| #3        | 中武一日二膳 （2015年5月9日）                       | イチゴ狩りの後 将軍田端店で行き当たりバッタリの実戦                                                                             | －                                                 |                                                                     |
| #4        | しおねえ （2015年5月23日）                          | ノリ打ちで勝利を目指す 差玉+1万発でディレクターのおごりでカラオケに行く                                                         | 差玉+17,378個                                      | ディレクターの希望で メイド服で実戦                                 |
| #5        | くり （2015年6月13日）                              | ディレクターの自腹2万円でGOD凱旋で万枚を目指し 途中からくりを交えてのノリ打ちに（くりは自腹）                                   | 青山 -20,000円 くり +34,000円                      | 番組成立に不安を感じ 急遽くりを招集                                 |
| #6        | さやか （2015年6月27日）                            | さやかが監督となってパチンコ映画を時間内に撮りきる 映画内でノリ打ち                                                             | 総収支 +78,000円                                   |                                                                     |
| #7        | 辻ヤスシ （2015年7月11日）                          | 辻の女性への苦手意識を克服させる （辻が大ファンの麗奈を相手に 出玉100枚で胸を触る、500枚でキス 2,500枚でお泊り、5,000枚で結婚） | 辻 +1,462枚 （収支 +362枚）                        | お泊りを1,000枚に変更し麗奈宅にお泊り                               |
| #8        | おもちくん （2015年7月25日）                        | どっちが可愛いか3本勝負 （パチンコ、自撮り、料理） 負けた方をメイクで日本一のブスにする                                         | 青山 +34,500円 おもち +28,500円                    | パチンコ:青山 自撮り:青山 料理:おもち                               |
| #9        | 嵐 （2015年8月8日）                                 | 青山と嵐の距離を縮めるため敬語禁止でノリ打ち 敬語を使ったら相手の望みを叶える                                                   | 青山 -459枚 嵐 －404枚 総収支 -18,500円            |                                                                     |
| #10       | おもちくん 麗奈 （2015年8月22日）                   | パチテレ公認パチンコ界のオネエ決定戦 （パチンコ、つな引き、クイズ）                                                             | おもち +27,000円 麗奈 +19,500円                    | パチンコ対決のみで つな引きとクイズは行わず                         |
| #11 - #13 | ヒラヤマン しおねえ （2015年9月12日,26日,10月10日） | ノリ打ちで差玉+3万発を出して ヒラヤマンの地元・福岡へ旅行                                                                       | 青山 -11,000円 ヤマン -35,000円 しおねえ -30,000円 | #11で達成できず #12からしおねえが加わる                             |
| #14       | ドテチン （2015年10月24日）                         | 攻略軍団長とノリ打ち | 青山 +14,000円 ドテチン -42,500円                  | 疲れたドテチンを癒すためカレーを作る                                |
| #15       | 河原みのり （2015年11月14日）                       | 差玉+2,000枚で ディレクターの奢りで飲み会                                                                                       | 青山 -550枚 河原 +1,771枚                          | 収録後に楽屋で飲み会                                                |
| #16       | ポコ美 （2015年11月26日）                           | 食事券を賭けてガチバトル | 青山 -1,655玉 ポコ美 -4,500玉                      |                                                                     |
| #17,#18   | 木村魚拓 （2015年12月12日,26日）                    | 両者の要望を賭けてガチバトル 青山が勝ったら木村から優しい言葉をもらう 木村が勝ったら麗奈をぶん投げる                            | 青山 +9,000円 木村 -16,500円                       | 見学の麗奈が巻き込まれる 木村の希望で青山がホットケーキを作ることに |
| #19       | 中武一日二膳 （2016年1月9日）                       | デビル青山 vs 人間 召喚バトル                                                                                                   | ○ 青山 +20,000円 × 中武 +3,500円                   | 最後の晩餐「キャラ弁」                                              |
| #20       | ビワコ （2016年1月23日）                            | デビル青山 vs 人間 召喚バトル                                                                                                   | × 青山 -12,000円 ○ ビワコ +11,000円                | 最後の晩餐「オムライス」                                            |
| #21       | くり （2016年2月13日）                              | デビル青山 vs 人間 召喚バトル                                                                                                   | × 青山 -33,000円 ○ くり +900枚（368G残し）         | 最後の晩餐「甘い卵焼き」                                            |
| #22       | サワ・ミオリ （2016年2月27日）                      | デビル青山 vs 人間 召喚バトル                                                                                                   | ○ 青山 +20,500円 × サワ +5,500円                   | 最後の晩餐「オニオングラタンスープ」                                |
| #23       | 助六 （2016年3月12日）                              | デビル青山 vs 人間 召喚バトル                                                                                                   | × 青山 -20,000円 ○ 助六 -6,500円                   |                                                                     |
| #24       | なるみん （2016年3月26日）                          | デビル青山 vs 人間 召喚バトル                                                                                                   | ○ 青山 +15,500円 × なるみん +9,500円               |                                                                     |
| #25       | コング誠 （2016年4月9日）                           | デビル青山 vs 人間 召喚バトル                                                                                                   | × 青山 -21,000円 ○ コング +28,500円                | 最後の晩餐「焼きそば」                                              |
| #26       | 矢部あきの （2016年4月23日）                        | デビル青山 vs 人間 召喚バトル                                                                                                   | × 青山 -18,000円 ○ 矢部 -10,500円                  |                                                                     |
| #27       | 無道X （2016年5月14日）                             | デビル青山 vs 人間 召喚バトル                                                                                                   | × 青山 -4,500円 ○ 無道 +8,500円                    | 最後の晩餐「味噌汁」                                                |
| #28       | つる子 （2016年5月28日）                            | デビル青山 vs 人間 召喚バトル                                                                                                   | ○ 青山 +19,000円 × つる子 -4,000円                 |                                                                     |
| #29       | 梅屋シン （2016年6月11日）                          | デビル青山 vs 人間 召喚バトル                                                                                                   | × 青山 -19,500円 ○ 梅屋 +10,500円                  | 最後の晩餐「焼き魚」                                                |
| #30       | シルヴィー （2016年6月25日）                        | デビル青山 vs 人間 召喚バトル                                                                                                   | × 青山 -17,500円 ○ シル +1,500円                   |                                                                     |
| #31       | ムム見間違い （2016年7月9日）                       | デビル青山 vs 人間 召喚バトル                                                                                                   | ○ 青山 -13,500円 × ムム -22,500円                  |                                                                     |
| #32       | 麗奈 （2016年7月23日）                              | デビル青山 vs 人間 召喚バトル                                                                                                   | × 青山 -9,500円 ○ 麗奈 +6,500円                    | 最後の晩餐「チンジャオロース」                                      |
| #33       | ラッシー （2016年8月13日）                          | デビル青山 vs 人間 召喚バトル                                                                                                   | ○ 青山 +16,000円 × ラッシー +15,000円              |                                                                     |
| #34       | さやか （2016年8月27日）                            | デビル青山 vs 人間 召喚バトル                                                                                                   | × 青山 -18,000円 ○ さやか ±0円                     | 最後の晩餐「ハンバーグ」                                            |
| #35       | みさお （2016年9月10日）                            | デビル青山 vs 人間 召喚バトル                                                                                                   | × 青山 -10,500円 ○ みさお +17,500円                |                                                                     |
| #36       | 松真ユウ （2016年9月24日）                          | デビル青山 vs 人間 召喚バトル                                                                                                   | ○ 青山 -17,500円 × 松真 -23,000円                  |                                                                     |
| #37       | 八百屋コカツ （2016年10月8日）                      | デビル青山 vs 人間 召喚バトル                                                                                                   | × 青山 -18,000円 ○ 八百屋 +8,500円                 |                                                                     |
| #38       | 夏野仁 （2016年10月22日）                           | デビル青山 vs 人間 召喚バトル                                                                                                   | ○ 青山 +32,500円 × 夏野 -2,000円                   |                                                                     |
| #39       | 沖ヒカル （2016年11月5日）                          | デビル青山 vs 人間 召喚バトル                                                                                                   | ○ 青山 +15,500円 × 沖 -17,500円                    | 最後の晩餐「からあげ」                                              |
| #40       | 美咲 （2016年11月19日）                             | デビル青山 vs 人間 召喚バトル                                                                                                   | ○ 青山 -1,300円 × 美咲 -24,500円                   |                                                                     |
| #41       | マリブ鈴木 （2016年12月3日）                        | デビル青山 vs 人間 召喚バトル                                                                                                   | ○ 青山 +71,500円 × マリブ +3,000円                 | 最後の晩餐「親子丼」                                                |
| #42       | 成田ゆうこ （2016年12月17日）                       | デビル青山 vs 人間 召喚バトル                                                                                                   | ○ 青山 +15,500円 × 成田 -21,500円                  |                                                                     |
| #43       | 諸積ゲンズブール （2017年1月7日）                   | デビル青山 vs 人間 召喚バトル                                                                                                   | ○ 青山 +9,500円 × 諸積 -20,500円                   | 最後の晩餐「餃子」                                                  |
| #44       | ヒラヤマン （2017年1月21日）                        | デビル青山 vs 人間 召喚バトル                                                                                                   | ○ 青山 -17,500円 × ヤマン -22,000円                | 最後の晩餐「辛い麻婆豆腐」                                          |
| #45       | かおりっきぃ☆ （2017年2月4日）                      | デビル青山 vs 人間 召喚バトル                                                                                                   | ○ 青山 -11,000円 × りっきぃ -13,500円              | 最後の晩餐「カルボナーラ」                                          |
| #46       | 塾長 （2017年2月18日）                              | デビル青山 vs 人間 召喚バトル                                                                                                   | ○ 青山 +82,000円 × 塾長 +21,000円                  |                                                                     |
| #47       | 矢野キンタ （2017年3月4日）                         | デビル青山 vs 人間 召喚バトル                                                                                                   | × 青山 -29,000円 〇 矢野 +30,000円                 | 最後の晩餐「肉巻きおにぎり」                                        |
| #48       | ちょび （2017年3月18日）                            | デビル青山 vs 人間 召喚バトル                                                                                                   | × 青山 -11,000円 ○ ちょび +393玉                   | 付き添いの麗奈も出演 最後の晩餐「酸辣湯麺」                         |

## スタッフ
- ナレーション：笠間淳（#19より「デビル青山の執事 ジャン」名義）
- 技術：SDTエンタープライズ
- MA：WINK2
- SPECIAL THANKS：ちょび&麗奈
- SPECIAL THANKS：ARISA
- 制作：2GUN'S
- 製作・著作：日本アミューズメント株式会社